# Malcolm Nokes

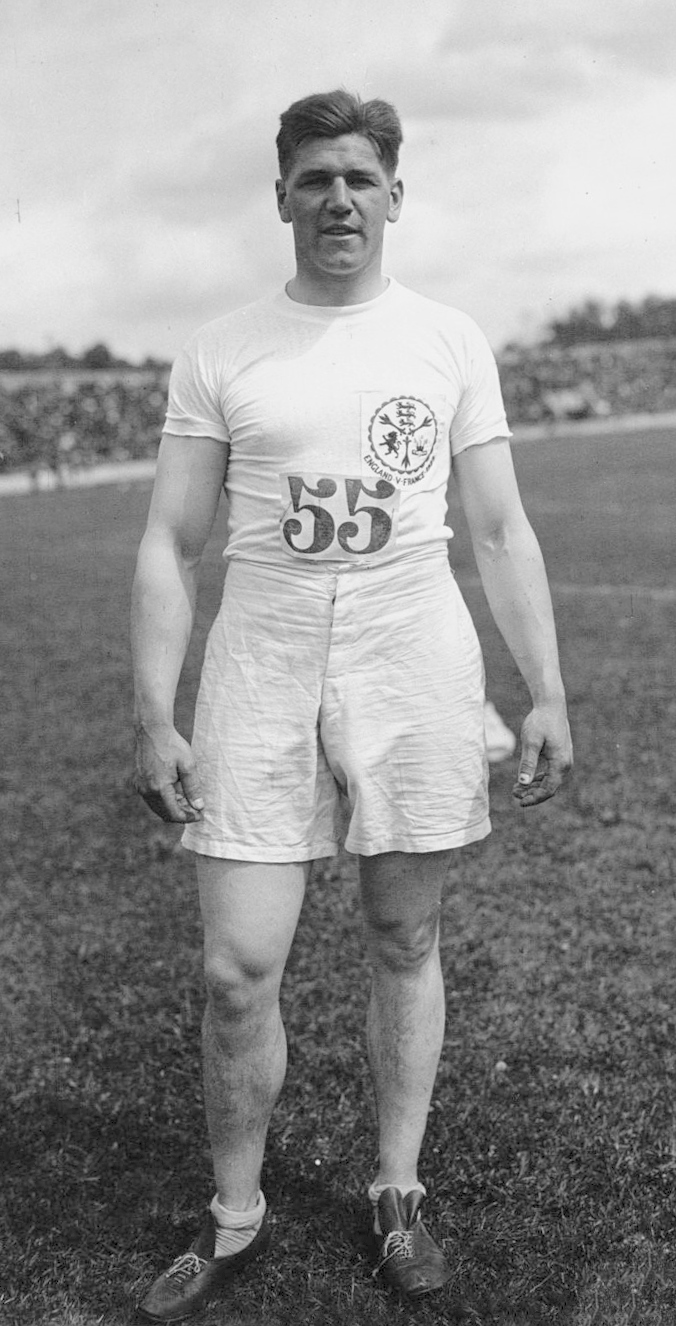
Malcolm Nokes 1923

Malcolm Cuthbert Nokes (* 2. Mai 1897 in Edmonton, Greater London; † 22. November 1986 in Alton, Hampshire) war ein britischer Leichtathlet, der sich auf den Hammerwurf spezialisiert hatte. Er startete für den Achilles Club. 

## Leistungen
Nokes gewann vier Landesmeisterschaften in Folge:
- 1923 (49,19 m)
- 1924 (51,12 m)
- 1925 (46,04 m)
- 1926 (48,62 m)

Auch bei den Olympischen Spielen war er erfolgreich. 1924 in Paris gewann er mit 48,87 m die Bronzemedaille knapp vor dem Finnen Erik Eriksson. Gold und Silber gingen mit Weiten von über 50 m an die US-Amerikaner Fred Tootell (53,29 m) und Matt McGrath (50,84 m). 1928 in Amsterdam war er erneut am Start, konnte sich mit 45,37 m jedoch nicht für das Finale der besten sechs Werfer qualifizieren und wurde Elfter. 
Bei den British Empire Games gewann er für England startend 1930 in Hamilton und 1934 in London mit Weiten von 47,13 m bzw. 48,25 m jeweils die Goldmedaille; hinzu kommt 1930 ein fünfter Platz im Diskuswurf.
Nokes konnte sich siebenmal unter den Top Ten der Weltbestenliste platzieren:
- 1921: Platz 5 mit 48,94 m, erzielt am 28. Juli in Travers Island
- 1922: Platz 5 mit 49,25 m, erzielt am 1. Juli in London
- 1923: Platz 2 mit 52,76 m, erzielt am 29. Juli in Paris
- 1924: Platz 3 mit 51,88 m, erzielt am 19. Juli in London
- 1925: Platz 3 mit 50,16 m, erzielt am 30. August in Dublin
- 1926: Platz 2 mit 50,48 m, erzielt am 2. August in Dublin
- 1927: Platz 8 mit 49,62 m, erzielt am 16. Juli in Manchester

## Beruf
Nokes war Absolvent der University of Oxford. Zunächst unterrichtete er Chemie am Malvern College und an der Harrow School. Später arbeitete er dann am Atomic Energy Research Establishment in Harwell sowie in einem Labor der CENTO im Iran.